# Kijewljanin
Kijewljanin (russisch Киевлянин, in der Schreibweise vor der Rechtschreibreform Кіевлянинъ) war eine russische sozialpolitische und literarische Zeitung, die in Kiew in den Jahren von 1864 bis 1919 erschien.
Als Reaktion auf den polnischen Januaraufstand gründete Witali Schulgin, ein Lehrer am Kiewer Institut für edle Jungfrauen, auf Initiative der Verwaltung des Generalgouvernements Kiew die Zeitung Kijewljanin, deren Zweck sein sollte, den polnischen Einfluss in der Region zu beseitigen. Sie wurde auf Russisch veröffentlicht und erhielt Subventionen von der Regierung. Sie wurde ab 1864 dreimal pro Woche und ab 1879 täglich veröffentlicht. Ende der 1890er Jahre betrug die Auflage 2000 bis 5000 Exemplare.
Ab Mitte der 1870er Jahre wurde die Zeitung zum Zentrum der Vereinigung „anti-ukrainophiler“ Kräfte. Sie sprach sich gegen die Einführung der ukrainischen Sprache in den Unterricht an Grundschulen aus, verteidigte die Russifizierung der Ukraine und bestand darauf,  dass die Entwicklung der ukrainischen Kultur auf die „Bearbeitung südrussischer Volksmusik“ und ethnographische Forschung beschränkt werden sollte. Der Journalismus von Kijewljanin trug zur Entstehung des Emser Erlasses von Alexander II. vom 30. Mai 1876 über die Beschränkungen der Veröffentlichung und Einfuhr von Büchern im „kleinrussischen Dialekt“ in das Russische Reich bei.
Die Zeitung befürwortete einen Kampf gegen revolutionäre und nationale Bewegungen und verteidigte die Integrität des Russischen Reiches und die Priorität der großrussischen, kleinrussischen und belarussischen Völker, die als ein einziges russisches Volk betrachtet wurden, vor allen anderen. Zudem zeichnete Kijewljanin sich, insbesondere zu Beginn des 20. Jahrhunderts, durch Antisemitismus aus. Ab Ende 1905 war die Zeitung das De-facto-Organ des Kiewer Zweigs des Bunds des russischen Volkes und der Schwarzen Hundert und ab 1912 der Linksnationalisten, die in der Duma von der gemäßigten rechten Fraktion vertreten wurden.
Nach der Februarrevolution 1917 kritisierte Kijewljanin die Zentralna Rada und die Ideen zur Schaffung einer ukrainischen national-territorialen Autonomie und eines unabhängigen ukrainischen Staates. Nach dem Einmarsch österreichisch-deutscher Truppen in Kiew wurde die Veröffentlichung der Zeitung, die zuvor den Friedensvertrag von Brest-Litowsk verurteilt hatte, aus Protest von den Herausgebern im März 1918 eingestellt und mit der Besetzung Kiews durch Einheiten der Streitkräfte Südrusslands im August 1919 wieder aufgenommen. Die Zeitung stellte ihr Erscheinen endgültig im Zusammenhang mit dem Einmarsch von Einheiten der Roten Armee in die Stadt im Dezember 1919 ein.
Zu den Herausgebern gehörten Alexei Andrijaschew (ab 1873), Dmitri Pichno (von 1878 bis 1907, Verleger von 1878 bis 1913) und Wassili Schulgin (von 1913 bis 1914, Miteigentümer seit 1913, Mitherausgeber seit 1914).